# Роналд Сега
Роналд „Рон“ Майкъл Сега (на английски: Ronald „Ron“ Michael Sega) е генерал-майор от USAF и астронавт от НАСА, участник в 2 космически полета. Заместник – секретар на USAF от 2005 до 2007 г. в администрацията на президента Джордж Уокър Буш.

## Образование
Роналд Сега завършва колежа Nordonia High School в Маседония, Охайо през 1970 д. През 1974 г. завършва Академията на USAF, Колорадо Спрингс, Колорадо с бакалавърска степен по математика и физика и военно звание лейтенант. През 1975 г. става магистър по физика в университета на щата Охайо. През 1982 г. защитава докторат по електроинженерство в университета на Боулдър, Колорадо. През 1990 г. става професор в същото висше училище. Има над 100 самостоятелни научни публикации. Преподавател по физика в Академията на USAF, Колорадо Спрингс, Колорадо.

## Военна кариера
Роналд Сега става пилот през 1976 г. От 1979 г. е инструктор в авиобазата Уилямс, Аризона. От 1982 г. се занимава предимно с научна дейност. В кариерата си има 4000 полетни часа.

## Служба в НАСА
Р. Сега е избран за астронавт от НАСА на 17 януари 1990 г., Астронавтска група №13. През юли 1991 г. завършва курса на обучение и е включена в полетните графици по програмата Спейс шатъл. Той е взел участие в 2 космически полета и има 420 часа в космоса:

### Космически полети
| Космически полети на Роналд Майкъл Сега                            | Космически полети на Роналд Майкъл Сега | Космически полети на Роналд Майкъл Сега | Космически полети на Роналд Майкъл Сега | Космически полети на Роналд Майкъл Сега | Космически полети на Роналд Майкъл Сега | Космически полети на Роналд Майкъл Сега |
| №                                                                  | Дата                                    | КК                                      | Емблема на мисията                      | Функции                                 | Продължителност                         |                                         |
| ------------------------------------------------------------------ | --------------------------------------- | --------------------------------------- | --------------------------------------- | --------------------------------------- | --------------------------------------- | --------------------------------------- |
| 1                                                                  | 3 февруари 1994                         | „Дискавъри“, мисия STS-60               |                                         | Специалист на мисията                   | 8 денонощия 07 часа 09 мин. 22 сек.     |                                         |
| 2                                                                  | 22 март 1996                            | „Атлантис“, мисия STS-76                |                                         | Специалист на мисията                   | 9 денонощия 05 часа 16 мин. 48 сек.     |                                         |
| Сумарно време в космоса – 17 денонощия 12 часа 26 минути и 10 сек. |                                         |                                         |                                         |                                         |                                         |                                         |

## След НАСА
На 1 юли 1996 г. Роналд Сега напуска НАСА. През 2001 г. става асистент на Секретаря на отбраната по ядрените, химически и биологически програми. От август 2001 до август 2005 г. е директор на департамента по научни и инженерни разработки към Министерство на отбраната. От август 2005 г. в продължение на две години е заместник-секретар на USAF в администрацията на президента Джордж Уокър Буш. След края на мандата му се връща на научна работа в Колорадо.

## Награди
- Медал за похвална служба;
- Медал за похвала на USAF;
- Медал на НАСА за изключително лидерство;
- Медал на НАСА за участие в космически полети (2).

През 1988 г. USAF избират Роналд Сега за офицер на годината.